# Úmluva o chemických zbraních

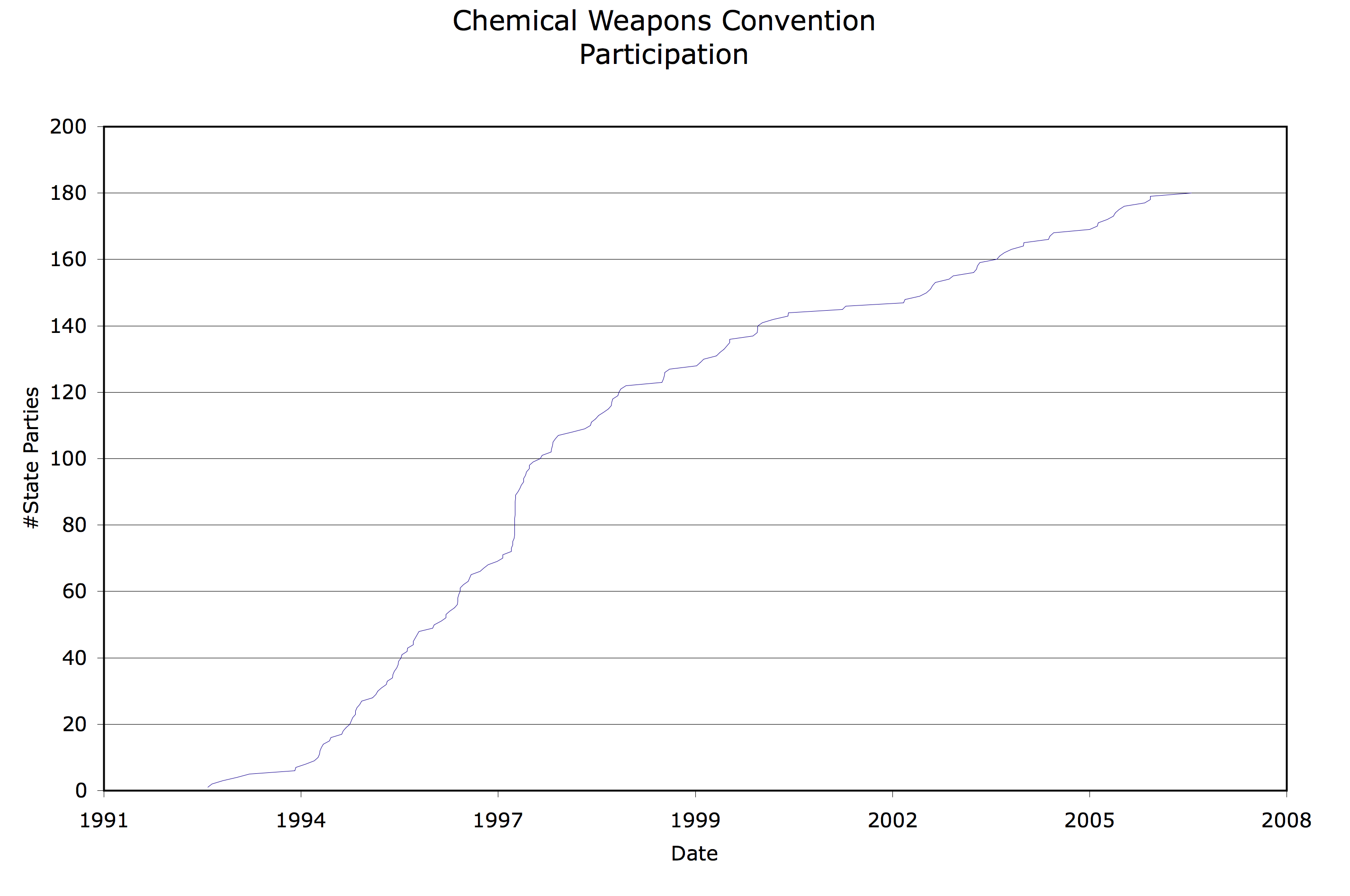
Graf počtu států podílejících se na Úmluvě o chemických zbraních

Úmluva o chemických zbraních, celým názvem Úmluva o zákazu vývoje, výroby, hromadění zásob a použití chemických zbraní a jejich zničení, je mezinárodní smlouva, kterou se státy zavazují nevyvíjet, nevyrábět, nehromadit, nepřechovávat a nepřevádět chemické zbraně, jakož i nečinit vojenské přípravy k jejich využití a nenapomáhat nikomu k uvedeným činnostem, nevyzývat ani nepodněcovat k nim.
Cílem úmluvy je zcela vyloučit možnost použití chemických zbraní a doplnit závazky již dříve přijaté Ženevským protokolem z roku 1925. Státy se zavazují nejen nezískávat a zničit všechny zásoby chemických zbraní, ale také nepoužívat látky určené k potlačování nepokojů jako bojové prostředky.
Česká republika podepsala úmluvu v den jejího slavnostního otevření 14. 1. 1993 a ratifikovala ji 6. 3. 1996. Úmluva vstoupila v ČR v účinnost 29. 4. 1997.